# Chesapeake (Misuri)
Chesapeake es un lugar designado por el censo ubicado en el condado de Lawrence en el estado estadounidense de Misuri. En el Censo de 2010 tenía una población de 49 habitantes y una densidad poblacional de 42,42 personas por km².

## Geografía
Chesapeake se encuentra ubicado en las coordenadas 37°6′53″N 93°40′44″O / 37.11472, -93.67889. Según la Oficina del Censo de los Estados Unidos, Chesapeake tiene una superficie total de 1.16 km², de la cual 1.15 km² corresponden a tierra firme y (0.22%) 0 km² es agua.

## Demografía
Según el censo de 2010, había 49 personas residiendo en Chesapeake. La densidad de población era de 42,42 hab./km². De los 49 habitantes, Chesapeake estaba compuesto por el 89.8% blancos, el 2.04% eran afroamericanos, el 0% eran amerindios, el 0% eran asiáticos, el 0% eran isleños del Pacífico, el 0% eran de otras razas y el 8.16% pertenecían a dos o más razas. Del total de la población el 0% eran hispanos o latinos de cualquier raza.